# Loderingo degli Andalò
Fra Loderingo degli Andalò o Loderengo (Bolonya, cap a 1210 - Ronzano, 1293) va ser un religiós i polític italià. Estava entre els fundadors de l'ordre de la Milícia de la Santíssima Mare de Déu, també coneguda com la dels Frares del Goig (frati Gaudenti).

## Biografia
Va néixer a Bolonya l'any 1210 en una noble família gibelina: d'Andrea Lovello, que tenia el sobrenom Andalò (d'on surt el seu cognom) i d'Ota. Germà de la beata Diana, fundadora del monestir dominicà de Santa Agnés; i de Brancaleone, que va ser alcalde de Gènova i després senador a Roma. Loderingo fou empresonat el 1239 per Frederic II. Després va ocupar el càrrec d'alcalde a Mòdena, Florència i Bolonya.
En el 1260 amb d'altres fundà l'orde dels Frares del Goig (o cavallers de Santa Maria). Aquest orde, compost per clergues i laics, tenia la tasca de combatre les heretgies, de pacificar les faccions adverses d'una ciutat, i per això els membres de l'Orde tenien permís per portar armes. Juntament amb Catalano dei Malavolti va ser pacificador en diverses ciutats en nom del papa Climent IV, tot i que el seu orde tenia prohibit ocupar càrrecs polítics. Els dos religiosos foren rectors a Bolonya (1265 i 1267), mentre que el 1266, poc després de la batalla de Benevent i la sagnant expulsió dels gibel·lins, van ser enviats com pacificadors a Florència. Aquí els devia conèixer Dante, que els va col·locar a l'Infern de la Divina Comèdia.
En 1267, Loderingo es va retirar al convent (ermita) de Ronzano en els turons de Bolonya. Aquí va tenir per company a Guittone d'Arezzo que li va dedicar una cançó en la qual va exaltar la seva serena paciència. Va morir en el convent el 1293.

## El personatge a la Divina Comèdia
Dante uneix Loderingo a la sort del seu col·lega Catalano de 'Malavolti, condemnant-lo entre els hipòcrites a la sisena fossa del vuitè cercle (Infern Cant XXIII vv. 103-108), forçats a vagar durant tota  l'eternitat, coberts per pesadíssimes capes de plom, cobertes d'or pur per fora.

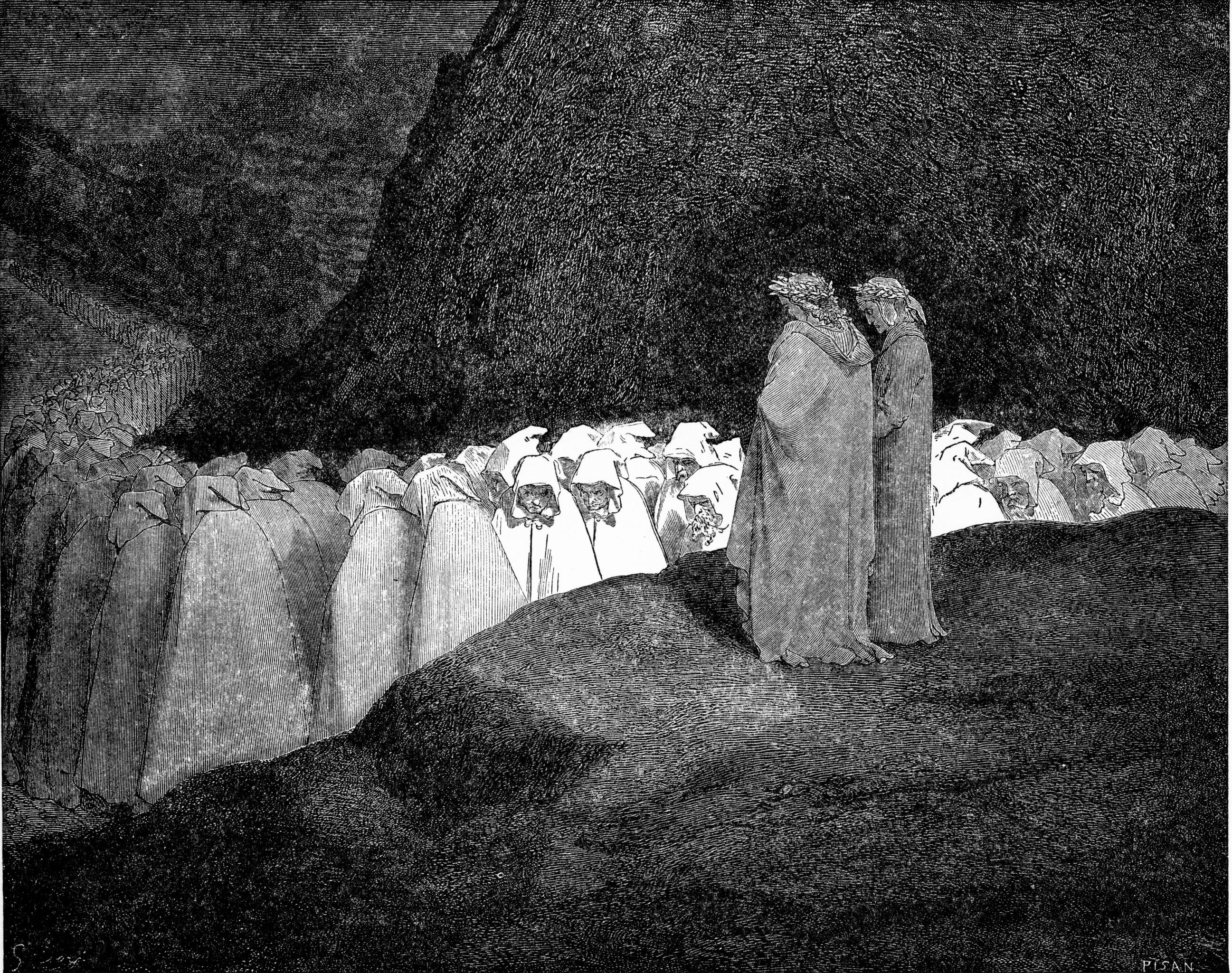
Il·lustració de Gustave Doré pels Hipòcrites del cant XXIII de l'Infern de la Divina Comèdia de Dante

La culpa atribuïda als dos rectors és la d'haver governat de manera maliciosa, la ciutat de Florència durant el seu mandat i d'haver fracassat en la tasca de pacificar les faccions oposades de la ciutat. Aquesta acusació, repetida pels comentaristes, és refutada per altres, que veuen en els dos frares del Goig només els instruments de la política pontifícia portats per la situació a acontentar tothom i primer al Papa.
Loderingo en l'Infern de la Divina Comèdia no parla, fa de comparsa, o almenys no s'adreça a Dante, només parla amb Catalano: "després mirant-se l'un a l'altre es deien: / "Aquest pareix viu, tal com mou la gola; / però si estan morts per quin privilegi / no van coberts amb el pes del mantell? (Infern Cant XXIII vv.87-90).